# Kalendarium historii miasta Broumova
Kalendarium historii miasta Broumova

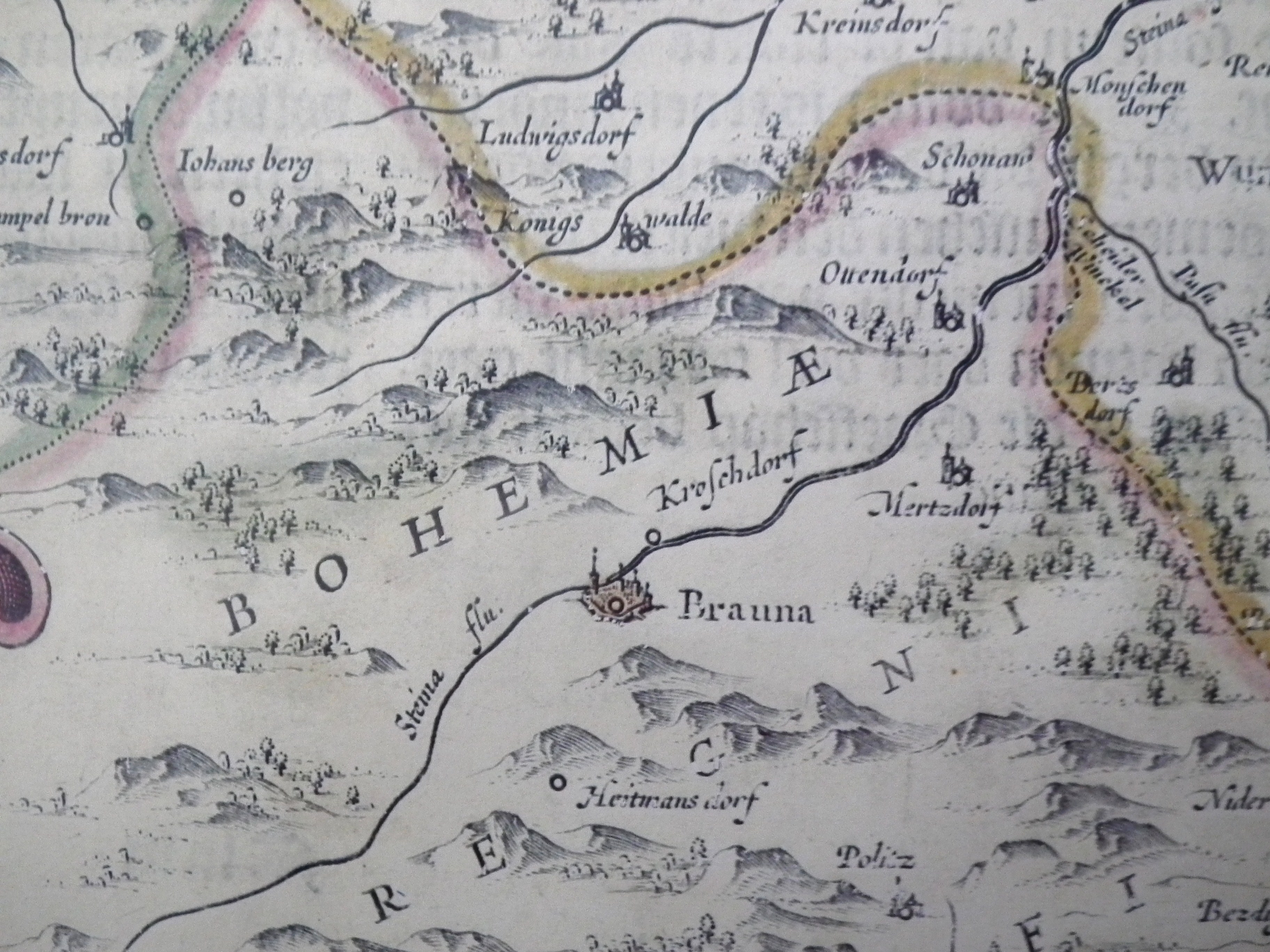
Broumov około 1630

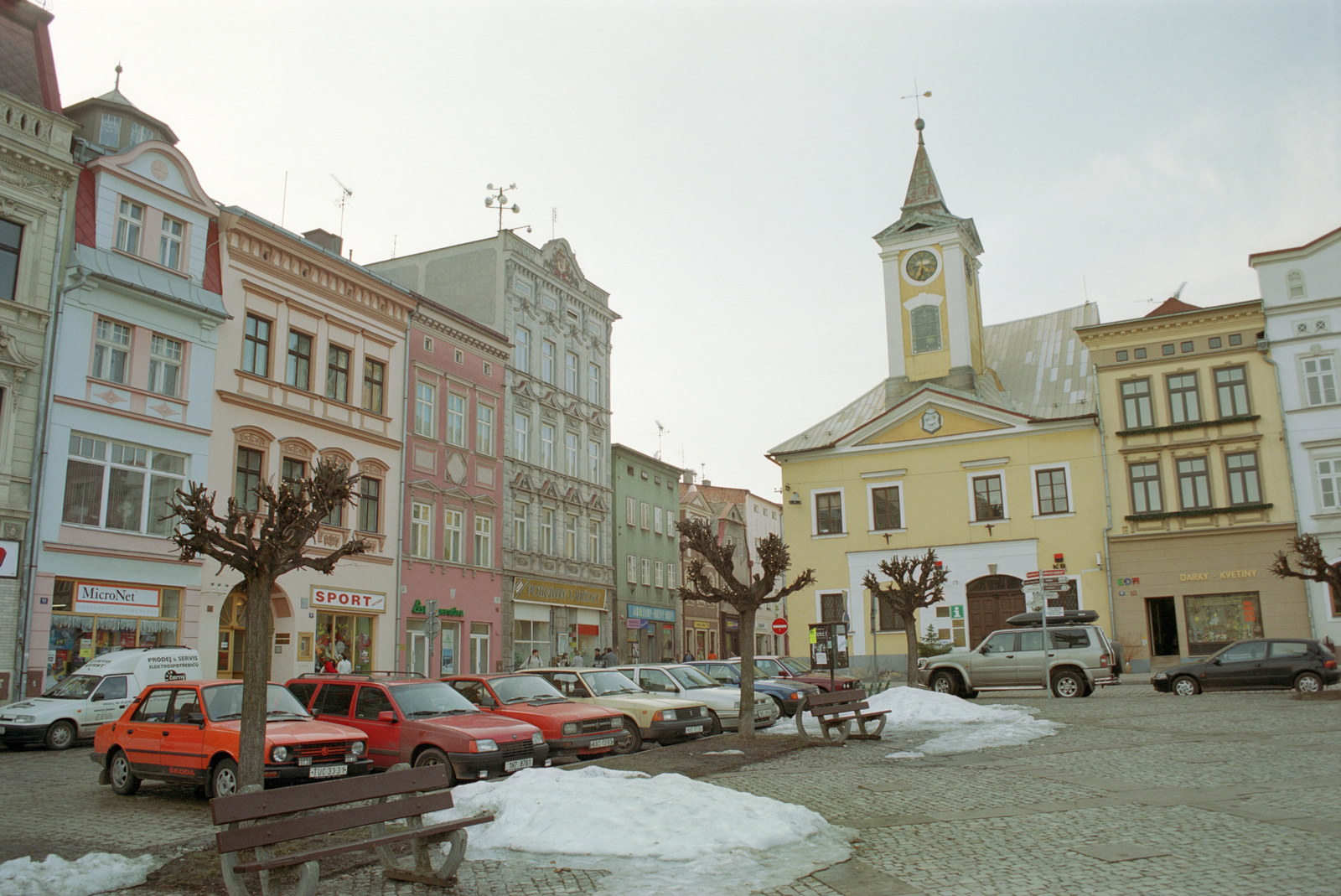
Rynek w Broumovie

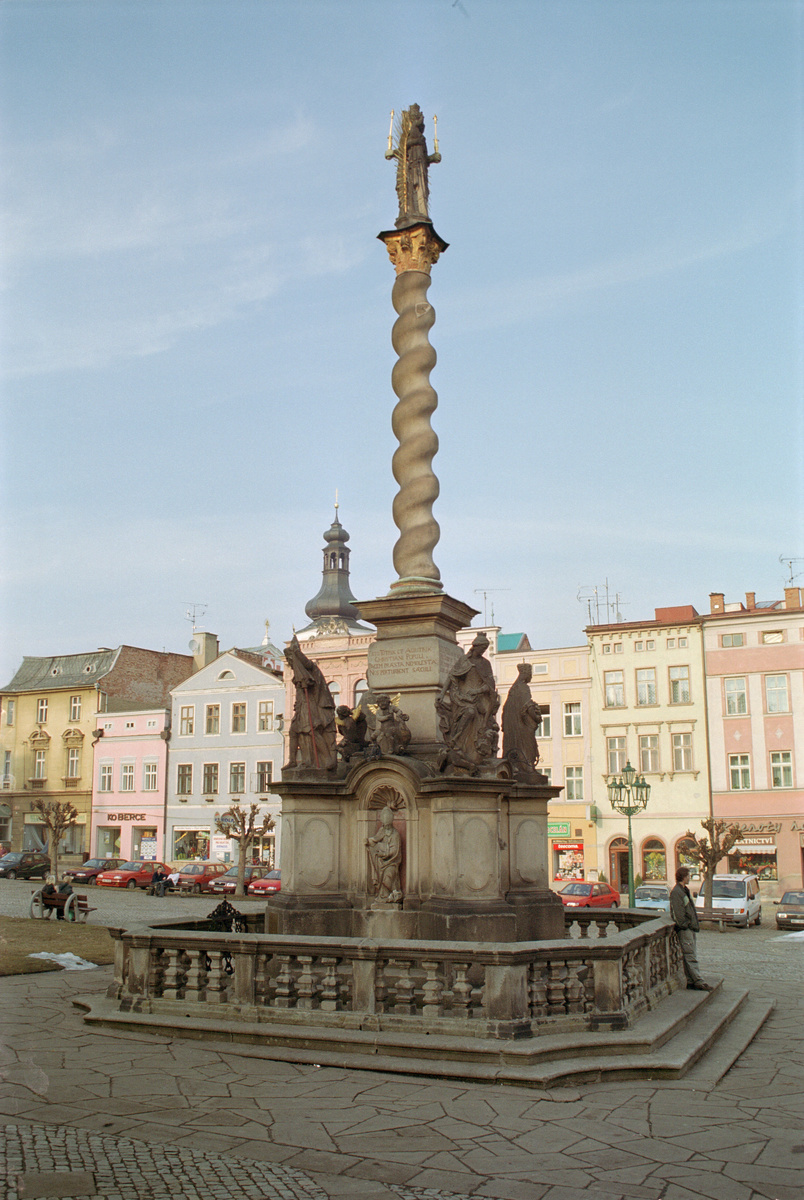
Kolumna Maryjna

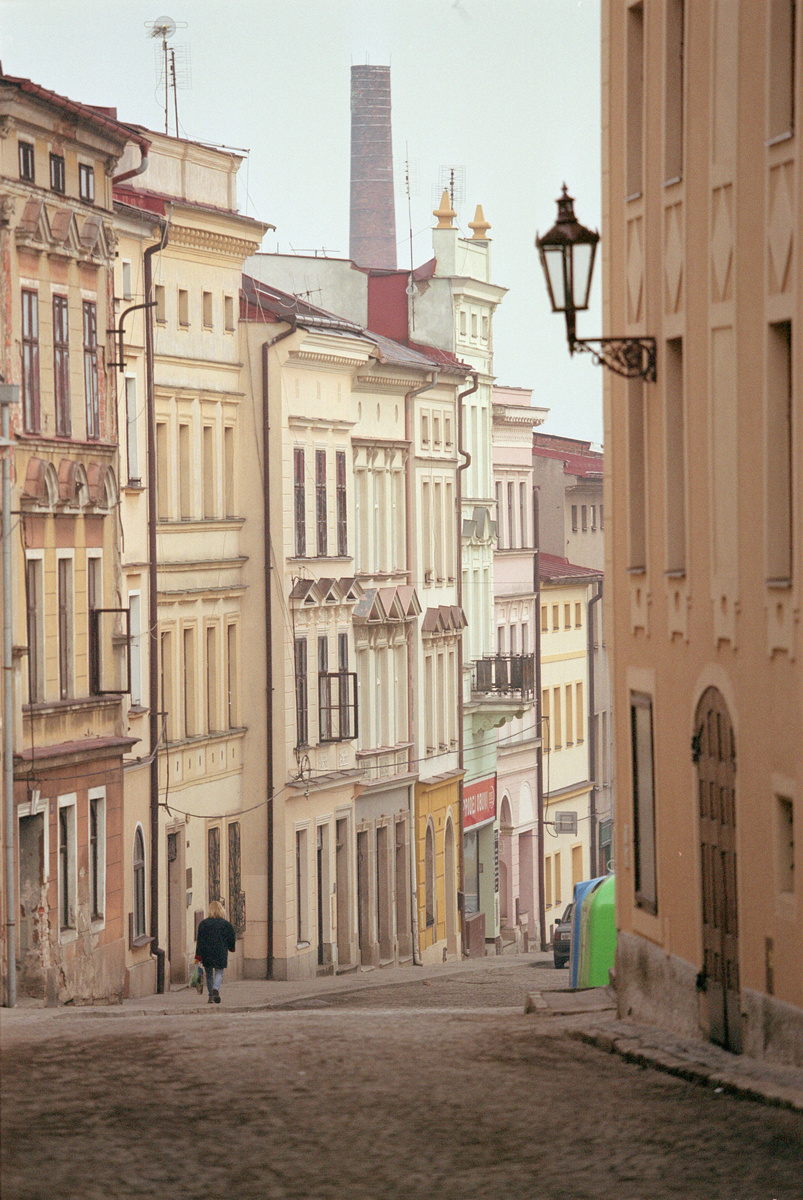
Uliczki miasta

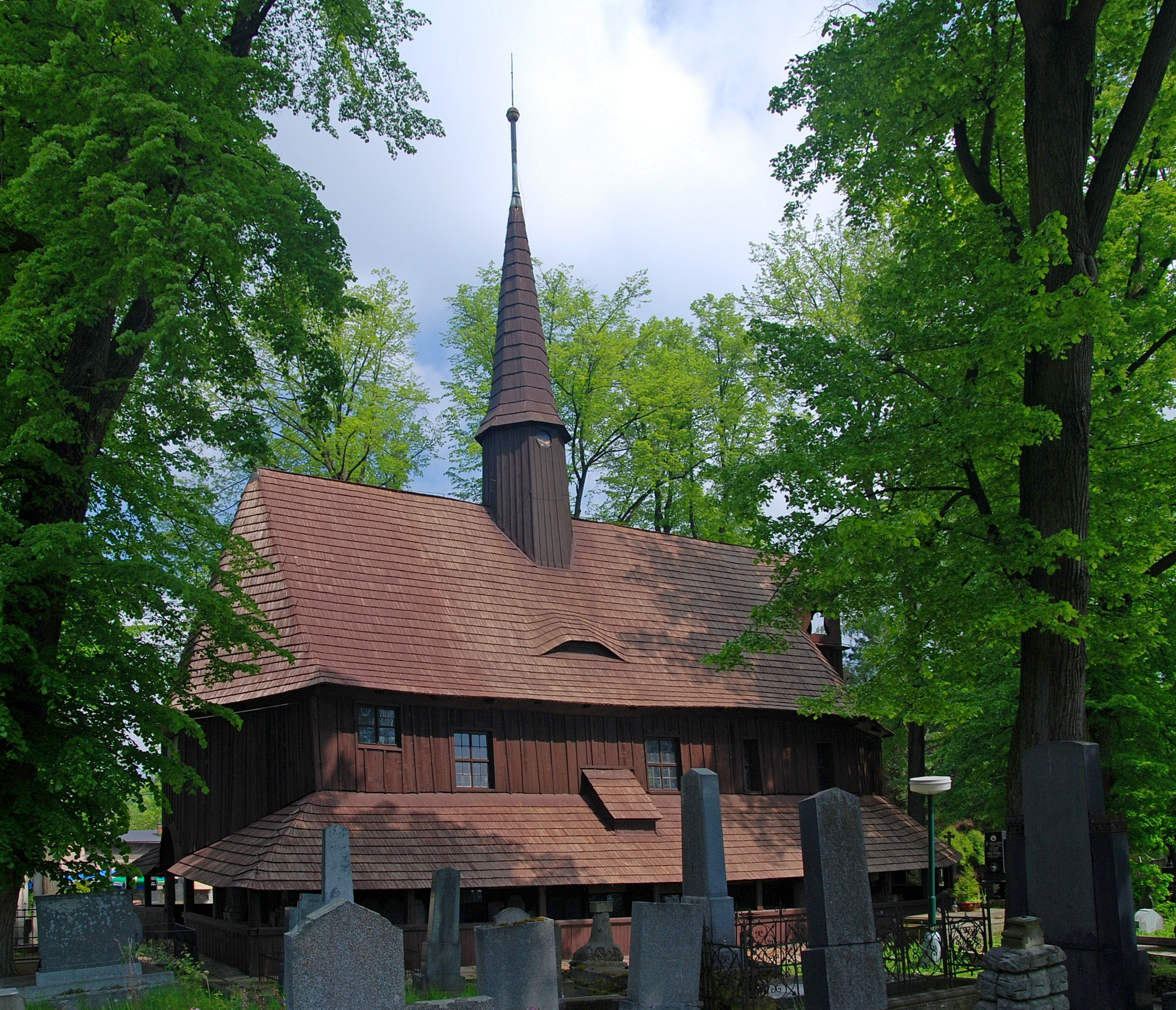
Drewniany kościół cmentarny pw. Panny Marii. Prawdopodobnie najstarszy istniejący drewniany kościół w Czechach

- 1213 nadanie ziem w rejonie dzisiejszego Broumova i Polic nad Metują z drewnianym kościołem pod wezwaniem Najświętszej Panny Marii zakonowi benedyktynów[1] z Břevnova przez króla czeskiego Przemysła Ottokara I
- 1255 powstanie osady o charakterze handlowo-rzemieślniczym w Broumovie
- 1266 nabycie przez opata Michała od wójta Wichera dziedzicznego prawa do wójtostwa broumovskiego razem z 2 domami na placu targowym, dwór na przedmieściu oraz wszystkie jego grunty
- 1275 wydanie przywileju przez króla Przemysła Ottokara II dla sukienników broumowskich na wyrób i sprzedaż sukna
- 1290 powrót ziemi broumovskiej w ręce benedyktynów po rządach księcia Henryka IV Probusa[1]
- 1300 bunt mieszczan i wójtów przeciwko władzy opata[1]
- około 1331 oddanie ziemi broumovskiej pod zastaw rodzinie von Pannewitz z Kłodzka przez króla Jana Luksemburskiego
- 1348 przywilej króla czeskiego Karola IV zrównujący prawa opata i mieszczan Broumova z prawami mieszkańców królewskiego Kłodzka[1]
- 1419 opat sprzedaje prawa dziedziczne miastu za stałą rentę wraz z 2 domami na siedzibę władz miejskich, miasto dostaje przywilej na prawo karania
- 1420 splądrowanie klasztoru w Břevnovie przez taborytów w czasie wojen husyckich[1] i ucieczka konwentu na czele z opatem Mikołajem do Broumova
- 1421 zajęcie miasta przez katolickie wojska biskupa wrocławskiego i szlachtę śląską, po trzydniowych pertraktacjach husyci odstępują od oblężenia
- 1421–1428 budowa obronnych umocnień miejskich
- 1459 przyjęcie w broumovskim klasztorze czeskiego króla Jerzego z Podiebradów, za co opat Johann Gebauer został wygnany z miasta przez mieszczan[1]
- 1469 okupacja miasta przez 700 żołnierzy węgierskiego króla Macieja Korwina
- 1472 wypędzenie wojsk węgierskich przez księcia ziębickiego i hrabiego kłodzkiego Henryka Starszego Podiebradowicza[1], syna Jerzego z Podiebradów, oddanie miasta i ziemi broumovskiej pod zastaw księciu w zamian za koszty poniesione na poczet wojny
- 1488 odkupienie zastawu przez opata Pawła
- 1505 sprzeciw mieszczan przeciw ograniczaniu ich praw przez opata Klimenta zakończony rezygnacją opata; kolejny opat Laurentius potwierdził prawa miejskie i przywileje dla sukienników wydane przez króla Władysława II Jagiellończyka
- XVI wiek rozwój sukiennictwa, miasto jest z większych ośrodków tkackich[1]
- 1575 pierwsza msza protestancka w Broumovie[1] w cmentarnym kościele pw. Najświętszej Panny Marii
- 1614 budowa kościoła luterańskiego[1] przy dolnej bramie, opat Wolfgang Selender przy pomocy cesarza Ferdynanda nie był w stanie go zamknąć (po uwięzieniu mieszczan luteran w Pradze 23 maja 1618 doszło do tzw. II defenestracji praskiej, w wyniku której szlachta wypędziła opata Selendera z kraju, a skonfiskowane posiadłości klasztorne sprzedano broumowskim mieszczanom)
- 1620 po bitwie na Białej Górze i przywróceniu władzy cesarskiej w Broumovie, posiadłości klasztorne wracają do benedyktynów, odebranie miastu wszelkich praw
- 1623 przywrócenie miastu ograniczonych praw miejskich
- 1632 zdobycie miasta przez saskiego generała von Arnima(inne języki) w czasie wojny trzydziestoletniej (1618–1648), wielokrotne przemarsze, oblężenia i najazdy wyniszczające miasto, po wojnie rekatolicyzacja miasta
- 1633–1738 odbudowa miasta za opatów Tomasza Sartoriusa i Othmara Zinkego, rozwój sztuki barokowej w mieście
- 1744 miasto ucierpiało w wyniku wojen śląskich – działał co dziesiąty z 252 tkaczy przed wojną
- 1747 powołanie klasztornej manufaktury tkackiej, która upadła po wojnie siedmioletniej
- 1757 wielki pożar miasta[1], do początku XIX wieku okres prosperity drobnego tkactwa
- 1848 zniesienie poddaństwa na wsi, w mieście powstaje urząd powiatowy
- 1856 budowa w Olivětínie pierwszej mechanicznej tkalni[1] na ziemi broumovskiej przez Josefa Schrolla
- 1870 napaść na członków mniejszości czeskiej zakończona śmiertelnymi ofiarami
- 1875 otwarcie linii kolejowej Choceň – Broumov[1] i rozwój miasta w drugiej połowie XIX w. – powstają m.in. towarzystwo gimnastyczne, gazety i liczne organizacje
- 1914–1918 funkcjonuje obóz jeniecki w Martinkovicach (głównie dla Serbów), gdzie na tyfus i z głodu umarło 2600 jeńców
- 28 października 1918 proklamowanie państwa Czechosłowacja[1] i demonstracja 8000 broumovskich Niemców przeciwko włączeniu Broumova do tego państwa
- 1929 wielki kryzys
- w październiku 1938 na mocy układu monachijskiego ziemia broumovska (część tzw. Kraju Sudetów) została zbrojnie zajęta przez Niemcy i przyłączona do III Rzeszy jako Okręg Sudecki (rejencja uściańska niem. Regierungsbezirk Aussig)
- 9 maja 1945 zajęcie miasta przez Armię Czerwoną, na ziemi broumovskiej doszło do odwetów na ludności niemieckiej (masakra 25 osób z Teplic nad Metują dokonana 30 czerwca 1945 r.)
- 1946 przymusowe wysiedlenie 22 000 Niemców[1], przekazanie ich majątków nowo przybyłym osadnikom
- koniec lat 40. XX w. nacjonalizacja przemysłu tekstylnego, powstaje Veba, a klasztor staje się miejscem internowania duchownych
- 1960 likwidacja powiatu broumovskiego i przyłączenie ziemi broumovskiej do powiatu Náchod.[potrzebny przypis]